# St. Valentin (Aufhofen)

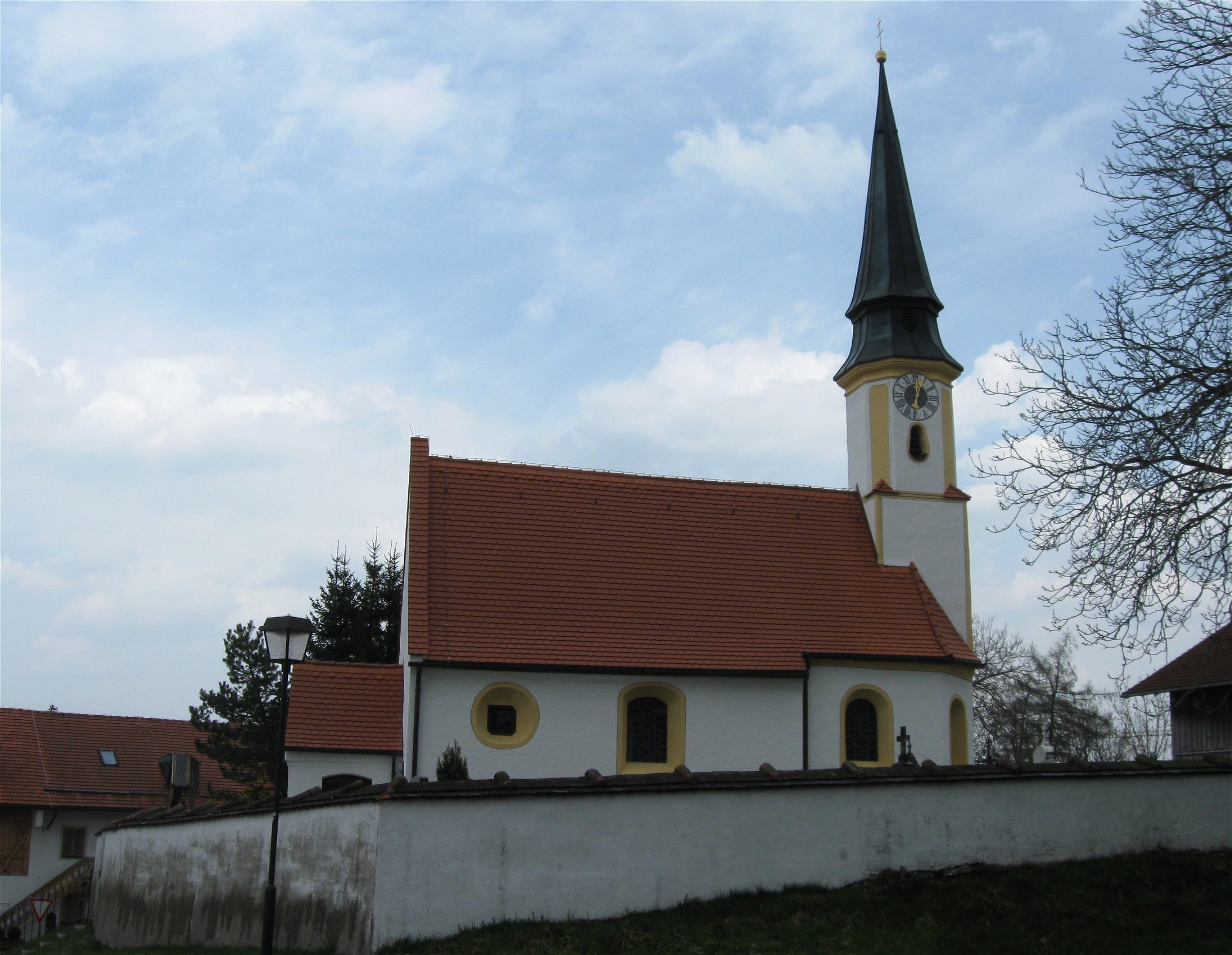
Kirche St. Valentin in Aufhofen

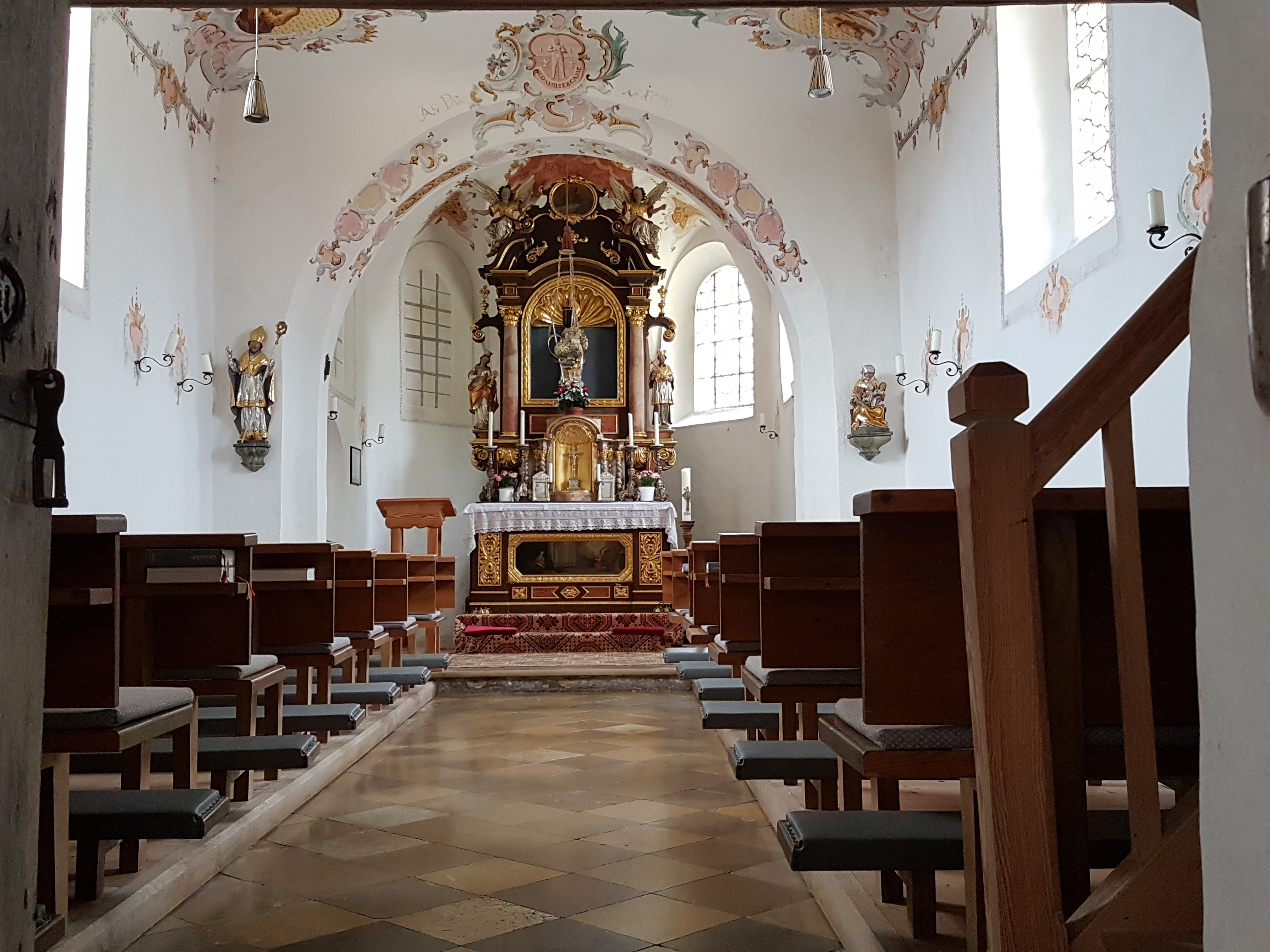
Innenansicht

Die katholische Filialkirche St. Valentin in Aufhofen, einem Gemeindeteil von Egling im oberbayerischen Landkreis Bad Tölz-Wolfratshausen, wurde 1408 errichtet. Die Kirche an der Hauptstraße 13 ist ein geschütztes Baudenkmal.
Der Saalbau mit eingezogenem Chor und Ostturm wurde 1558 umgebaut. Die Barockisierung erfolgte 1770. Der Turm wurde in der ersten Hälfte des 18. Jahrhunderts erneuert und der Spitzhelm im 19. Jahrhundert aufgesetzt.
Die Hochaltar mit Holzskulpturen des Kirchenpatrons Valentin (um 1480/90) wurde 1698 geschaffen. Am Triumphbogen befindet sich eine Skulptur der heiligen Anna selbdritt aus der Zeit um 1510/20.